# ثوم القريتين
ثوم القريتين (باللاتينية: Allium karyeteini) نوع نباتي عشبي يتبع جنس الثوم من الفصيلة الثومية.

## الموئل والانتشار
ينتشر في بلاد الشام وتركيا. في سورية، ينتشر في القريتين وجبل عبد العزيز وريف دمشق.